# Live at the Gorge 05/06
Live at the Gorge 05/06 es una caja recopilatoria de siete discos del grupo Pearl Jam, lanzada el día 26 de junio de 2007. Este conjunto de discos recopila los conciertos que la banda ofreció los años 2005 y 2006 en The Gorge Amphitheatre en George, Washington.

## Lista de canciones
Las listas originales de las canciones incluidas en los conciertos puede encontrarse en el siguiente enlace.

### 1 de septiembre de 2005
Serie Acústica
- I Believe In Miracles
- Elderly Woman Behind The Counter In A Small Town
- Off He Goes
- Low Light
- Man Of The Hour
- I Am Mine
- Crazy Mary
- Black
- Hard To Imagine

Serie Principal
- Given To Fly
- Last Exit
- Save You
- Do The Evolution
- Alone
- Sad
- Even Flow
- Not For You
- Corduroy
- Dissident
- MFC
- Undone
- Daughter
- In My Tree
- State Of Love And Trust
- Alive
- Porch

Primer Bis
- Love Boat Captain
- Insignificance
- Better Man
- Rearviewmirror

Segundo Bis
- I Won't Back Down
- Last Kiss
- Crown Of Thorns
- Blood

Tercer Bis
- Yellow Ledbetter
- Baba O'Riley

### 22 de julio de 2006
Serie Principal
- Wash
- Corduroy
- Hail Hail
- World Wide Suicide
- Severed Hand
- Given To Fly
- Elderly Woman Behind The Counter In A Small Town
- Even Flow
- Down
- I Am Mine
- Unemployable
- Daughter/(It's Ok)
- Gone
- Black
- Insignificance
- Life Wasted
- Blood

Primer Bis
- Footsteps
- Once
- Alive
- State Of Love And Trust
- Crown Of Thorns
- Leash
- Porch

Segundo Bis
- Last Kiss
- Inside Job
- Go
- Baba O'Riley
- Dirty Frank
- Rockin' In The Free World
- Yellow Ledbetter

### 23 de julio de 2006
Serie Principal
- Severed Hand
- Corduroy
- World Wide Suicide
- Gods' Dice
- Animal
- Do The Evolution
- In Hiding
- Green Disease
- Even Flow
- Marker In The Sand
- Wasted Reprise
- Better Man/(Save it for Later)
- Army Reserve
- Garden
- Rats
- Whipping
- Jeremy
- Why Go

Primer Bis
- I Won't Back Down
- Life Wasted
- Big Wave
- Satan's Bed
- Spin The Black Circle
- Alive

Segundo Bis
- Given To Fly
- Little Wing
- Crazy Mary
- Comatose
- Fuckin' Up
- Yellow Ledbetter